# Cunningham-Gambit
|   | a | b | c | d | e | f | g | h |   |
| 8 |   |   |   |   |   |   |   |   | 8 |
| 7 |   |   |   |   |   |   |   |   | 7 |
| 6 |   |   |   |   |   |   |   |   | 6 |
| 5 |   |   |   |   |   |   |   |   | 5 |
| 4 |   |   |   |   |   |   |   |   | 4 |
| 3 |   |   |   |   |   |   |   |   | 3 |
| 2 |   |   |   |   |   |   |   |   | 2 |
| 1 |   |   |   |   |   |   |   |   | 1 |
|   | a | b | c | d | e | f | g | h |   |

Die Grundstellung des Cunningham-Gambits nach 3. … Lf8–e7
Das Cunningham-Gambit, auch Cunningham-Verteidigung genannt, ist eine selten gespielte Variante des Königsspringergambits, einer Eröffnung im Schachspiel. Es entsteht nach der Zugfolge (siehe auch: Schachnotation)
1. e2–e4 e7–e5 2. f2–f4 e5xf4 3. Sg1–f3 Lf8–e7
Mit dem letzten Läuferzug treibt Schwarz seine Entwicklung voran und hält sich die Option offen, später den Läufer nach h4 zu ziehen, um Schach zu geben, womit die gegnerische kurze Rochade verhindert werden soll.
Die Zugfolge des Cunningham-Gambits wurde erstmals 1706 in dem Manuskript eines gewissen Caze erwähnt. Unklar ist hingegen, nach wem das Gambit benannt ist: Nach dem Historiker und Schachspieler Alexander Cunningham, der sich um die Popularisierung des Dreibauerngambits bemühte, oder nach dem Juristen und Schachspieler Alexander Cunningham of Block.
Weiß spielt nun gewöhnlich entweder das klassische 4. Lf1–c4 oder den seit einigen Jahren beliebten Zug 4. Sb1–c3.
Mit 4. h2–h4 kann Weiß das Läuferschach … Le7–h4+ verhindern, aber Schwarz bekommt Vorteil nach 4. … d7–d5! 5. e4xd5! Lc8–g4 was den f3-Springer fesselt.

## Gambit der drei Bauern
|   | a | b | c | d | e | f | g | h |   |
| 8 |   |   |   |   |   |   |   |   | 8 |
| 7 |   |   |   |   |   |   |   |   | 7 |
| 6 |   |   |   |   |   |   |   |   | 6 |
| 5 |   |   |   |   |   |   |   |   | 5 |
| 4 |   |   |   |   |   |   |   |   | 4 |
| 3 |   |   |   |   |   |   |   |   | 3 |
| 2 |   |   |   |   |   |   |   |   | 2 |
| 1 |   |   |   |   |   |   |   |   | 1 |
|   | a | b | c | d | e | f | g | h |   |

Das Drei-Bauern-Gambit. Der König steht sicher hinter dem gegnerischen Bauern.
Eine sehr scharfe Untervariante der Cunningham-Verteidigung ist das Gambit der drei Bauern: 4. Lf1–c4 Le7–h4+ 5. g2–g3!? f4xg3 6. 0–0 g3xh2+ 7. Kg1–h1!. Der König nutzt den schwarzen Bauern als Schild und kann schwerer angegriffen werden als hinter einem eigenen Bauern, da Schwarz seinen eigenen Bauern nicht schlagen kann. Weiß hat nun zwar drei Bauern weniger, dafür aber großen Entwicklungsvorsprung und drückt stark gegen das Feld f7 im schwarzen Lager. Schwarz muss sich genau verteidigen, das beste ist vermutlich, mit 7. … d7–d5 einen Teil des Materials zugunsten der Entwicklung der eigenen Kräfte zurückzugeben.

## Andere Varianten
Gewöhnlich wird jedoch auf 4. Lf1–c4 Le7–h4+ der Zug 5. Ke1–f1 gespielt. Zwar büßt Weiß dadurch das Rochaderecht ein, doch steht der König auf f1 relativ sicher. Der Schwarze Läufer steht dagegen sehr exponiert und behindert indirekt die Entwicklung des Schwarzen. Aus diesem Grund gilt es als solider, auf das Läuferschach zu verzichten und stattdessen mit 4. … Sg8–f6 fortzufahren.
Nach dem moderneren Zug 4. Sb1–c3 ist das Läuferschach 4. … Le7–h4+ unangenehmer für Weiß: Er hat für seinen König nun nicht das relativ sichere Feld f1, sondern muss sich mit dem König nach e2 begeben. Trotzdem wird 4. Sb1–c3 sogar von Großmeistern gespielt. Denn der Springer auf c3 kontrolliert das Zentrum, sodass der Gegenangriff d7–d5 besser abgefedert werden kann. Zudem behält sich Weiß vor, den Königsläufer auf ein anderes Feld als c4 zu entwickeln. Vergleichbare Varianten, bei denen der weiße König ebenfalls nach e2 geht, sind das Mason-Gambit und das Steinitz-Gambit der Wiener Partie.